# Ofídids
|  | No s'ha de confondre amb Serps. |

Els ofídids (Ophidiidae) són una família de peixos teleostis de l'ordre dels ofidiformes.

## Particularitats
Aquesta família comprèn peixos abissals marins, incloent el peix que s'ha trobat a la més gran profunditat de tots els peixos, el Abyssobrotula galatheae, trobat a 8370 m a la fossa de Puerto Rico.
L'espècie més grossa és Lamprogrammus shcherbachevi, arribant a 2 m de llargada.
Algunes espècies formen part de la pesca comercial, com Genypterus blacodes.

## Subfamílies
Aquesta família inclou quatre subfamílies:
- Brotulinae
- Brotulotaeniinae
- Neobythitinae
- Ophidiinae

## Gèneres
N'hi ha 49 gèneres i 238 espècies:

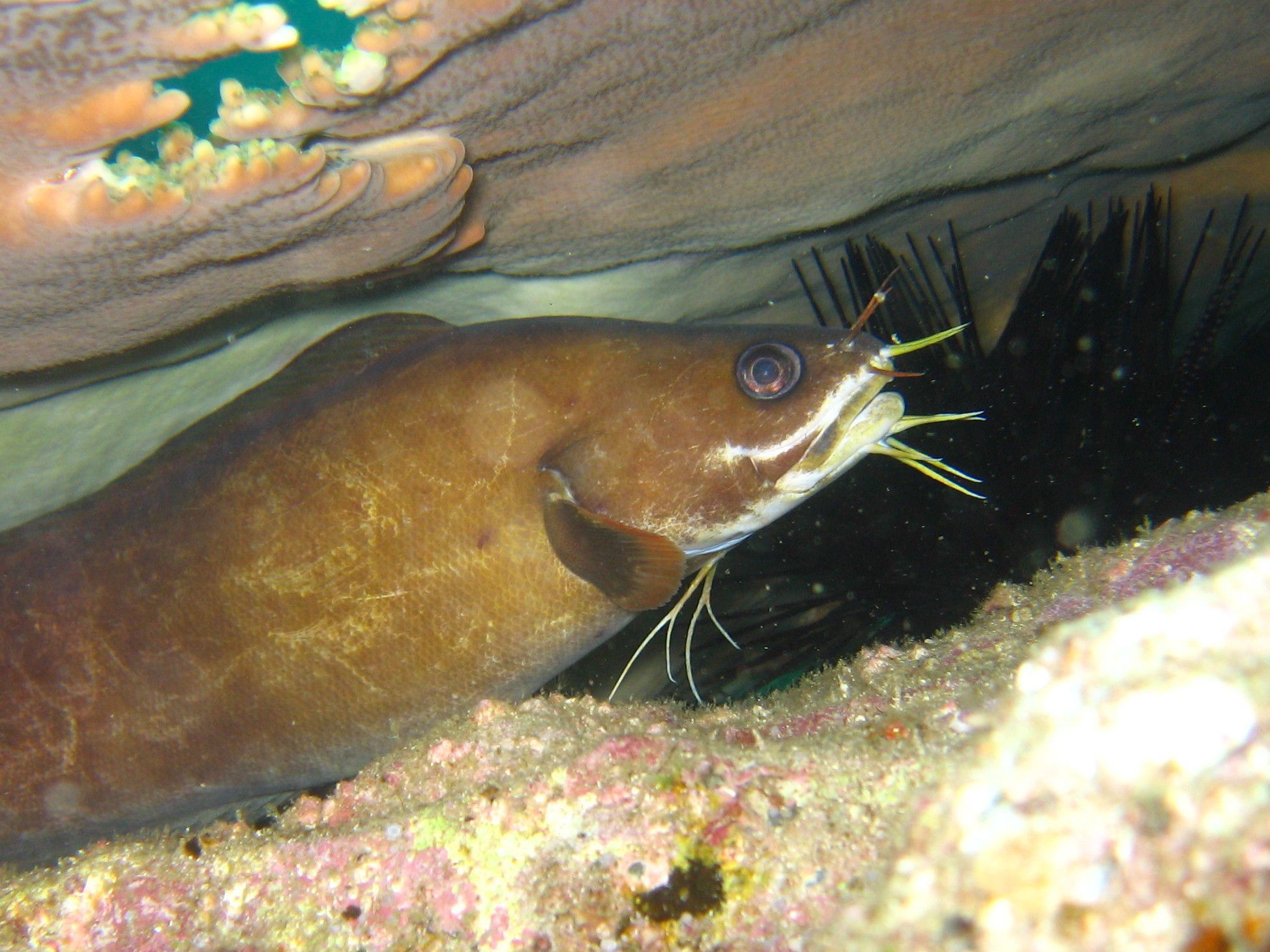
Brotula multibarbata

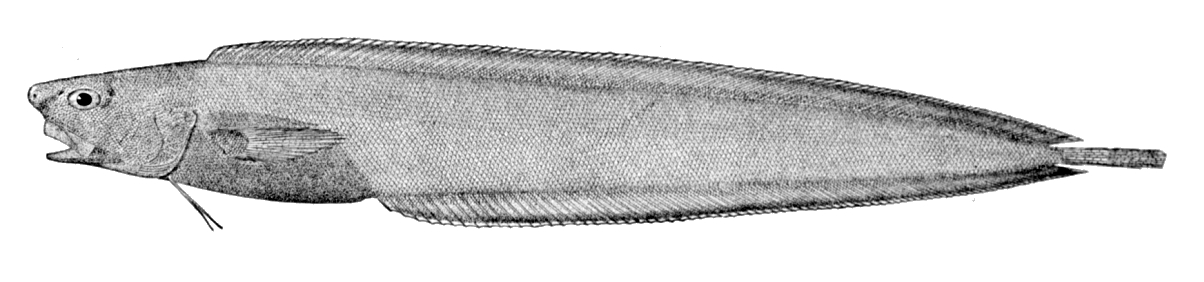
Barathrodemus manatinus

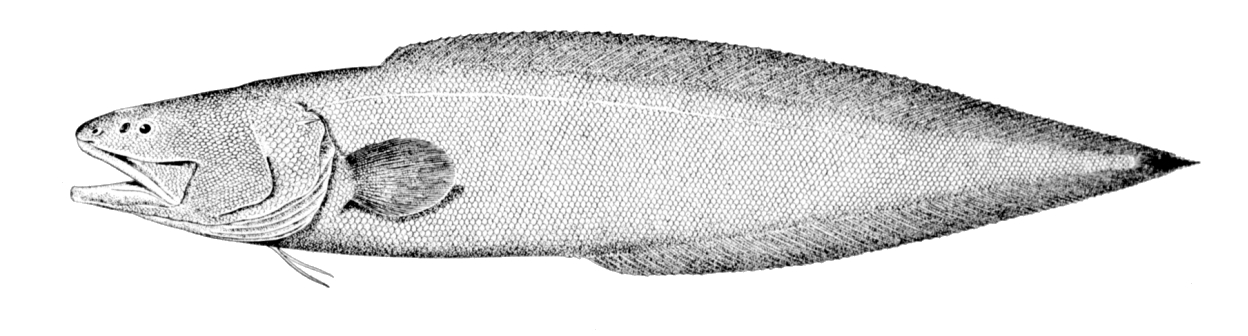
Bassogigas gillii

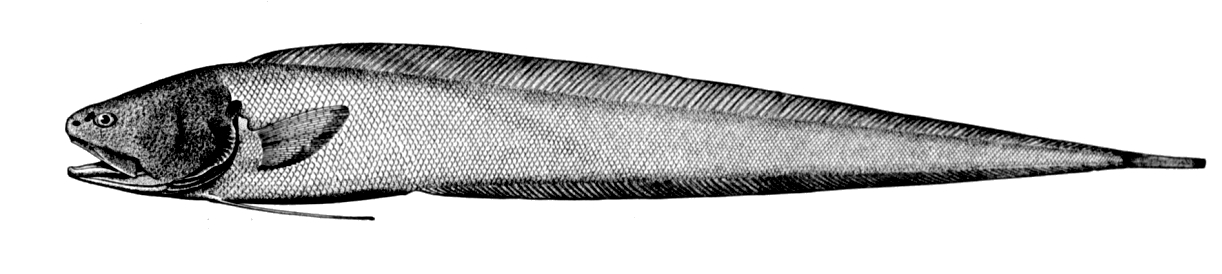
Bassozetus normalis

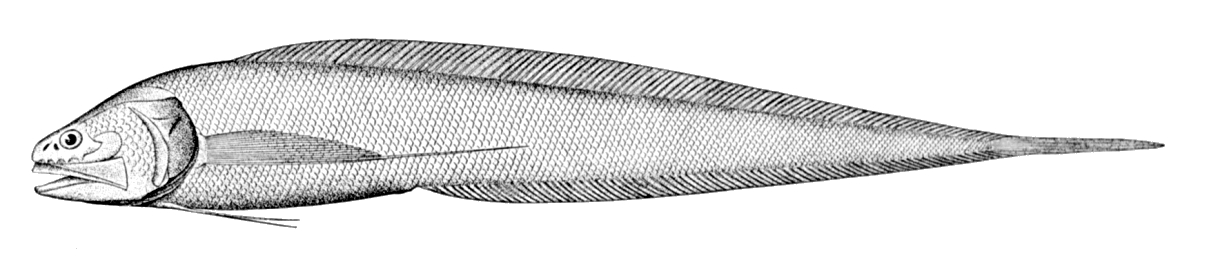
Bathyonus pectoralis

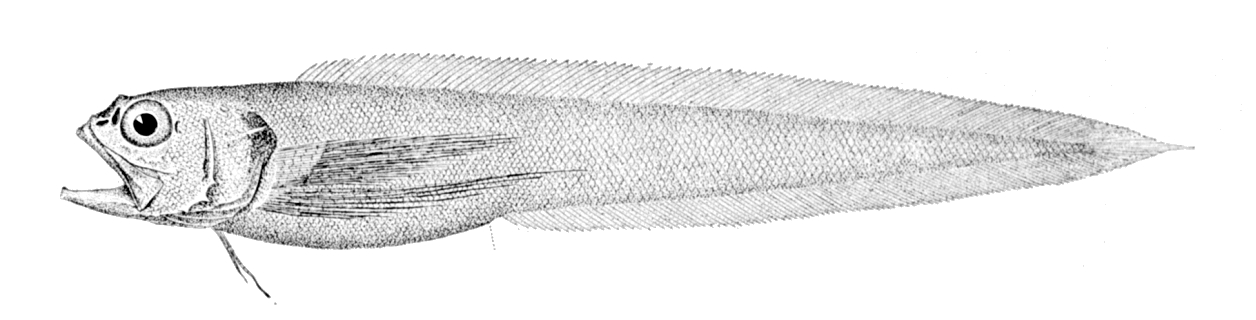
Dicrolene introniger

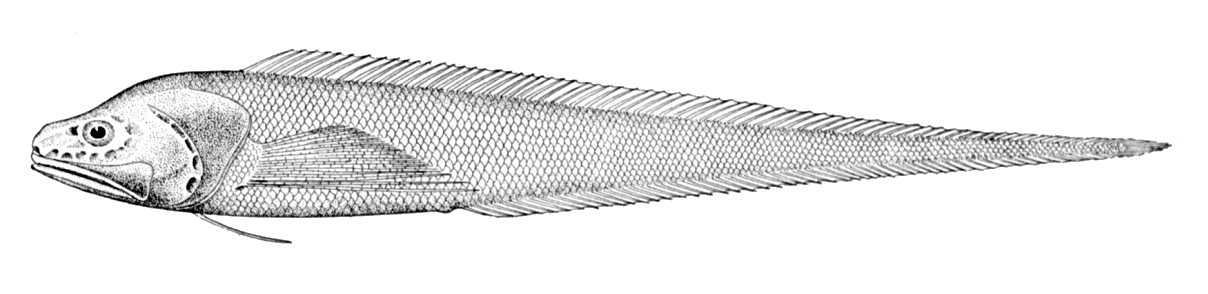
Bathyonus laticeps

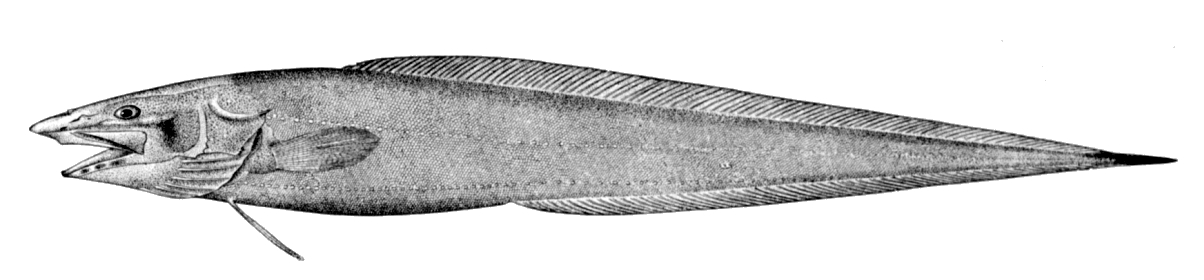
Penopus microphthalmus

- Subfamília Brotulinae, amb barbetes sota la boca
  - Gènere Brotula
    - Brotula barbata (Linnaeus, 1758).
    - Brotula clarkae Hubbs, 1944.
    - Brotula multibarbata Temminck i Schlegel, 1846.
    - Brotula ordwayi Hildebrand & Barton, 1949.
    - Brotula townsendi Fowler, 1900.
- Subfamília Brotulotaeniinae, sense barbetes.
  - Gènere Brotulotaenia
    - Brotulotaenia brevicauda Cohen, 1974.
    - Brotulotaenia crassa Parr, 1934.
    - Brotulotaenia nielseni (Cohen, 1974).
    - Brotulotaenia nigra Parr, 1933.
- Subfamília Neobythitinae, sense barbetes. Aquesta subfamília no és monofilètica
  - Gènere Abyssobrotula
    - Abyssobrotula galatheae Nielsen, 1977.

  - Gènere Acanthonus
    - Acanthonus armatus (Temminck & Schlegel, 1846).

  - Gènere Alcockia
    - Alcockia rostrata (Günther, 1887).

  - Gènere Apagesoma
    - Apagesoma delosommatus (Hureau, Staiger & Nielsen, 1979).
    - Apagesoma edentatum Carter, 1983.

  - Gènere Barathrites
    - Barathrites iris Zugmayer, 1911.
    - Barathrites parri Nybelin, 1957.

  - Gènere Barathrodemus
    - Barathrodemus manatinus Goode i Bean, 1883.
    - Barathrodemus nasutus Smith & Radcliffe, 1913.

  - Gènere Bassogigas
    - Bassogigas gillii Goode & Bean, 1896.

  - Gènere Bassozetus
    - Bassozetus compressus (Günther, 1878).
    - Bassozetus elongatus Smith & Radcliffe, 1913.
    - Bassozetus galatheae (Nielsen, 1977).
    - Bassozetus glutinosus (Alcock, 1890).
    - Bassozetus levistomatus Machida, 1989.
    - Bassozetus multispinis Shcherbachev, 1980.
    - Bassozetus nasus Garman, 1899.
    - Bassozetus normalis Gill, 1883.
    - Bassozetus oncerocephalus (Vaillant, 1888).
    - Bassozetus robustus Smith & Radcliffe, 1913.
    - Bassozetus taenia (Günther, 1887).
    - Bassozetus werneri Nielsen & Merrett, 2000.
    - Bassozetus zenkevitchi Rass, 1955.

  - Gènere Bathyonus
    - Bathyonus caudalis (Garman, 1899).
    - Bathyonus laticeps (Günther, 1878).
    - Bathyonus pectoralis Goode i Bean, 1885.

  - Gènere BenthocometesBenthocometes robustus
    - Benthocometes robustus (Smith & Radcliffe, 1913).

  - Gènere Dannevigia
    - Dannevigia tusca Whitley, 1941.

  - Gènere Dicrolene
    - Dicrolene filamentosa Garman, 1899.
    - Dicrolene gregoryi Trotter, 1926.
    - Dicrolene hubrechti Weber, 1913.
    - Dicrolene introniger Goode & Bean, 1883.
    - Dicrolene kanazawai Grey, 1958.
    - Dicrolene longimana Smith & Radcliffe, 1913.
    - Dicrolene mesogramma Shcherbachev, 1980.
    - Dicrolene multifilis (Alcock, 1889).
    - Dicrolene nigra (Parr, 1933).
    - Dicrolene nigricaudis (Alcock, 1891).
    - Dicrolene pallidus Hureau & Nielsen, 1981.
    - Dicrolene pullata Garman, 1899.
    - Dicrolene quinquarius (Günther, 1887).
    - Dicrolene tristis Smith & Radcliffe, 1913.
    - Dicrolene vaillanti (Alcock, 1890).

  - Gènere Enchelybrotula
    - Enchelybrotula gomoni Cohen, 1982.

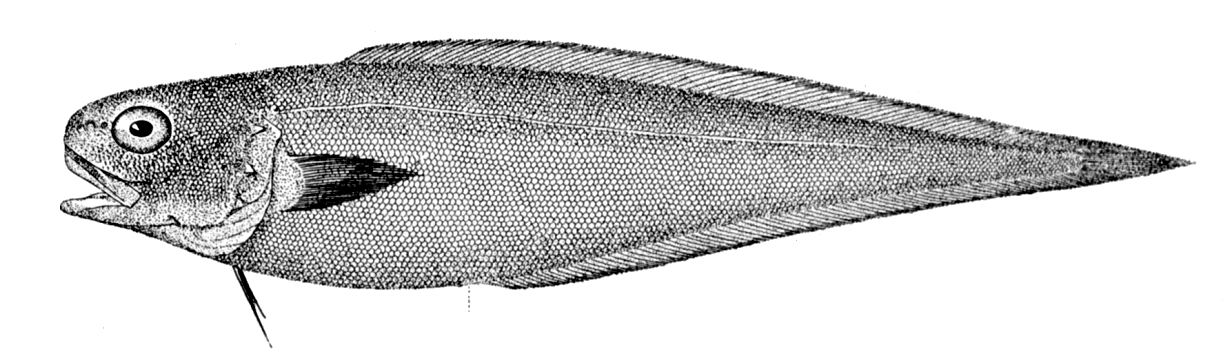
Benthocometes robustus

    - Enchelybrotula paucidens Smith & Radcliffe, 1913.

  - Gènere Epetriodus
    - Epetriodus freddyi Cohen & Nielsen, 1978.

  - Gènere Eretmichthys
    - Eretmichthys pinnatus Garman, 1899.

  - Gènere Glyptophidium
    - Glyptophidium argenteum Alcock, 1889.
    - Glyptophidium effulgens Nielsen & Machida, 1988.
    - Glyptophidium japonicum (Steindachner & Döderlein, 1887).
    - Glyptophidium longipes Norman, 1939.
    - Glyptophidium lucidum Smith & Radcliffe, 1913.
    - Glyptophidium macropus Alcock, 1894.
    - Glyptophidium oceanium Smith & Radcliffe, 1913.

  - Gènere Holcomycteronus (abans Grimaldichthys)
    - Holcomycteronus aequatoris (Smith & Radcliffe, 1913).
    - Holcomycteronus brucei (Dollo, 1906).
    - Holcomycteronus digittatus Garman, 1899.
    - Holcomycteronus profundissimus (Roule, 1913).
    - Holcomycteronus pterotus (Alcock, 1890).
    - Holcomycteronus squamosus (Roule, 1916).

  - Gènere Homostolus
    - Homostolus acer Smith & Radcliffe, 1913.

  - Gènere Hoplobrotula

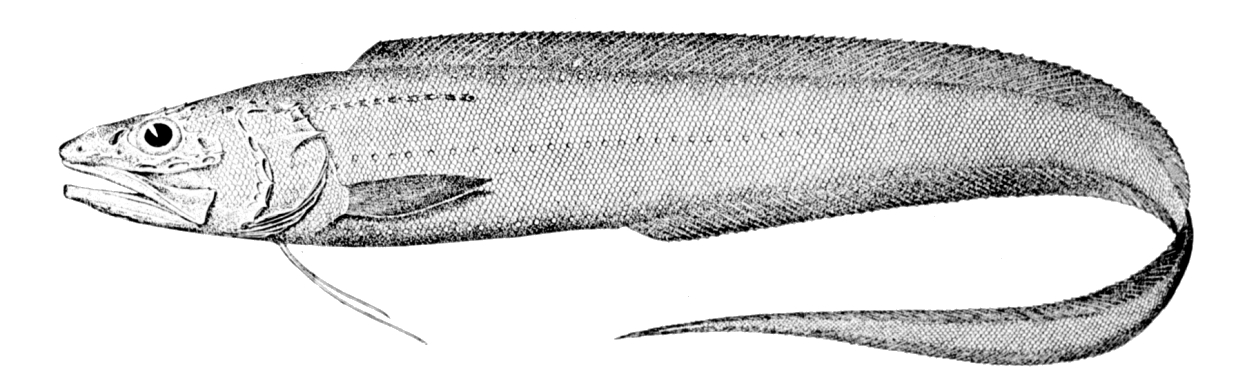
Porogadus miles

    - Hoplobrotula armata (Temminck i Schlegel, 1846).
    - Hoplobrotula badia Machida, 1990.
    - Hoplobrotula gnathopus (Regan, 1921).

  - Gènere Hypopleuron
    - Hypopleuron caninum Smith & Radcliffe, 1913.

  - Gènere LamprogrammusLamprogrammus niger

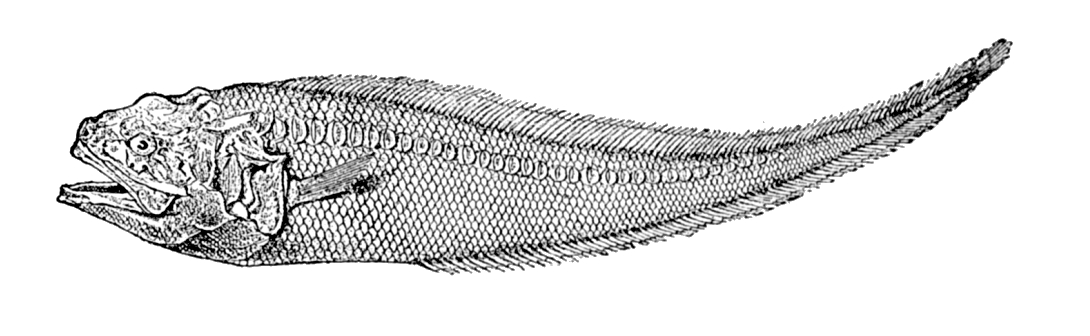
Lamprogrammus niger

    - Lamprogrammus brunswigi (Brauer, 1906).
    - Lamprogrammus exutus Nybelin & Poll, 1958.
    - Lamprogrammus fragilis Alcock, 1892.
    - Lamprogrammus niger Alcock, 1891.
    - Lamprogrammus shcherbachevi Cohen & Rohr, 1993.

  - Gènere Leptobrotula
    - Leptobrotula breviventralis Nielsen, 1986.

  - Gènere Leucicorus
    - Leucicorus atlanticus Nielsen, 1975.
    - Leucicorus lusciosus Garman, 1899.

  - Gènere Luciobrotula
    - Luciobrotula bartschi Smith & Radcliffe, 1913.
    - Luciobrotula corethromycter Cohen, 1964.
    - Luciobrotula lineata (Gosline, 1954).
    - Luciobrotula nolfi Cohen, 1981.

  - Gènere Mastigopterus
    - Mastigopterus imperator Smith & Radcliffe, 1913.

  - Gènere MonomitopusMonomitopus agassizii
    - Monomitopus agassizii (Goode i Bean, 1896).
    - Monomitopus americanus (Nielsen, 1971).
    - Monomitopus conjugator (Alcock, 1896).
    - Monomitopus garmani (Smith & Radcliffe, 1913).
    - Monomitopus kumae Jordan & Hubbs, 1925.
    - Monomitopus longiceps Smith & Radcliffe, 1913.
    - Monomitopus magnus Carter & Cohen, 1985.

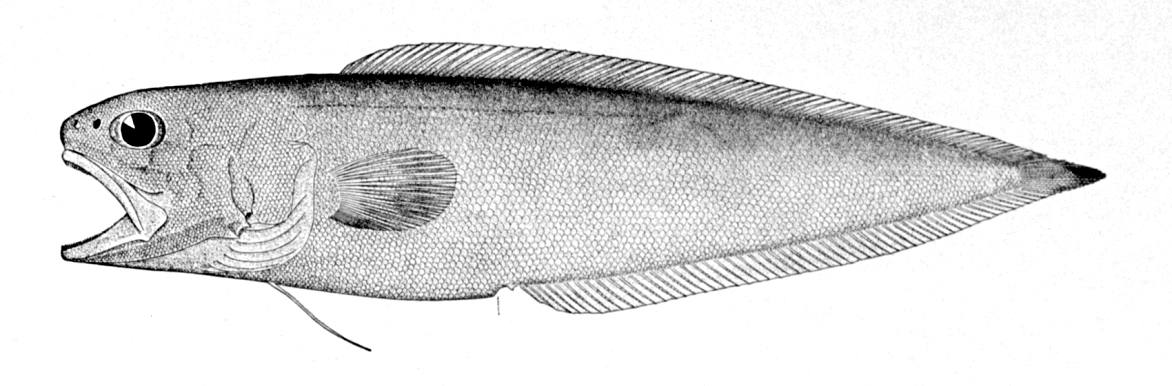
Monomitopus agassizii

    - Monomitopus malispinosus (Garman, 1899).
    - Monomitopus metriostoma (Vaillant, 1888).
    - Monomitopus microlepis (Matsubara, 1943).
    - Monomitopus nigripinnis (Alcock, 1889).
    - Monomitopus pallidus (Hureau & Nielsen, 1981).
    - Monomitopus torvus Garman, 1899.
    - Monomitopus vitiazi (Nielsen, 1971).

  - Gènere Neobythites
    - Neobythites alcocki Nielsen, 2002.
    - Neobythites analis Barnard, 1927.
    - Neobythites andamanensis Nielsen, 2002.
    - Neobythites australiensis Nielsen, 2002.
    - Neobythites bimaculatus Nielsen, 1997.
    - Neobythites bimarginatus Fourmanoir & Rivaton, 1979.
    - Neobythites braziliensis Nielsen, 1999.
    - Neobythites crosnieri Nielsen, 1995.
    - Neobythites elongatus (Smith & Radcliffe, 1913).
    - Neobythites fasciatus Smith & Radcliffe, 1913.
    - Neobythites fijiensis Nielsen, 2002.
    - Neobythites franzi Nielsen, 2002.
    - Neobythites gilli (Goode i Bean, 1896).Neobythites gilli
    - Neobythites javaensis Nielsen, 2002.
    - Neobythites kenyaensis Nielsen, 1995.
    - Neobythites longipes (Norman, 1939).

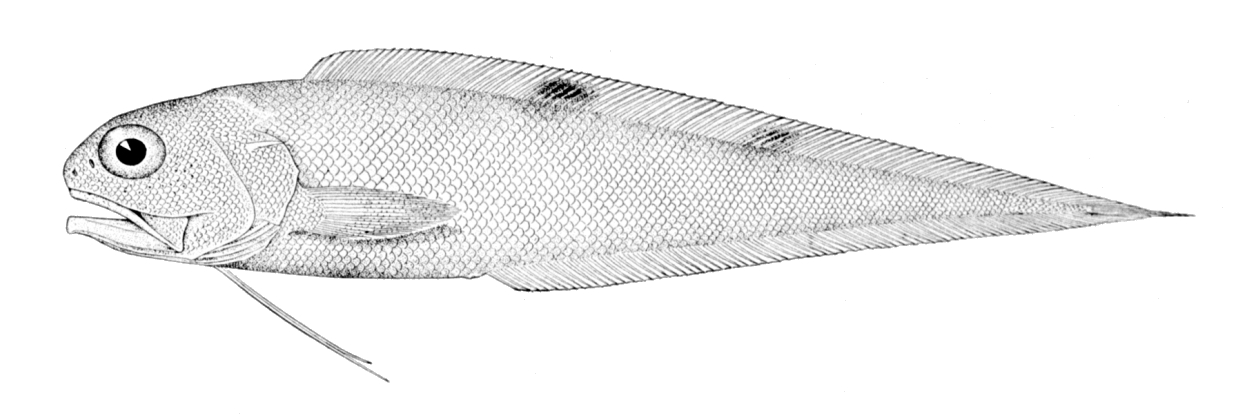
Neobythites gilli

    - Neobythites longispinis Nielsen, 2002.
    - Neobythites longiventralis Nielsen, 1997.
    - Neobythites macrocelli Nielsen, 2002.
    - Neobythites macrops Günther, 1887.
    - Neobythites malayanus Weber, 1913.
    - Neobythites malhaensis Nielsen, 1995.
    - Neobythites marginatus (DeKay, 1842).Neobythites marginatus

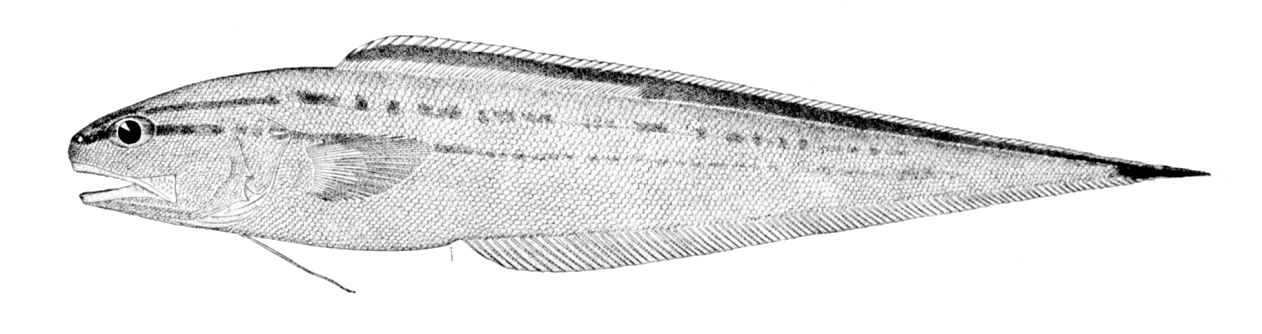
Neobythites marginatus

    - Neobythites marianaensis Nielsen, 2002.
    - Neobythites marquesaensis Nielsen, 2002.
    - Neobythites meteori Nielsen, 1995.
    - Neobythites monocellatus Nielsen, 1999.
    - Neobythites multidigitatus Nielsen, 1999.
    - Neobythites multistriatus Nielsen & Quéro, 1991.
    - Neobythites musorstomi Nielsen, 2002.
    - Neobythites natalensis Nielsen, 1995.
    - Neobythites neocaledoniensis Nielsen, 1997.
    - Neobythites nigriventris Nielsen, 2002.
    - Neobythites ocellatus (Garman, 1899).
    - Neobythites pallidus (Hureau & Nielsen, 1981).
    - Neobythites purus Smith & Radcliffe, 1913.
    - Neobythites sereti Nielsen, 2002.
    - Neobythites sinensis Nielsen, 2002.
    - Neobythites sivicola (Jordan & Snyder, 1901).
    - Neobythites soelae Nielsen, 2002.
    - Neobythites somaliaensis Nielsen, 1995.
    - Neobythites steatiticus Alcock, 1894.Neobythites steatiticus
    - Neobythites stefanovi Nielsen & Uiblein, 1993.

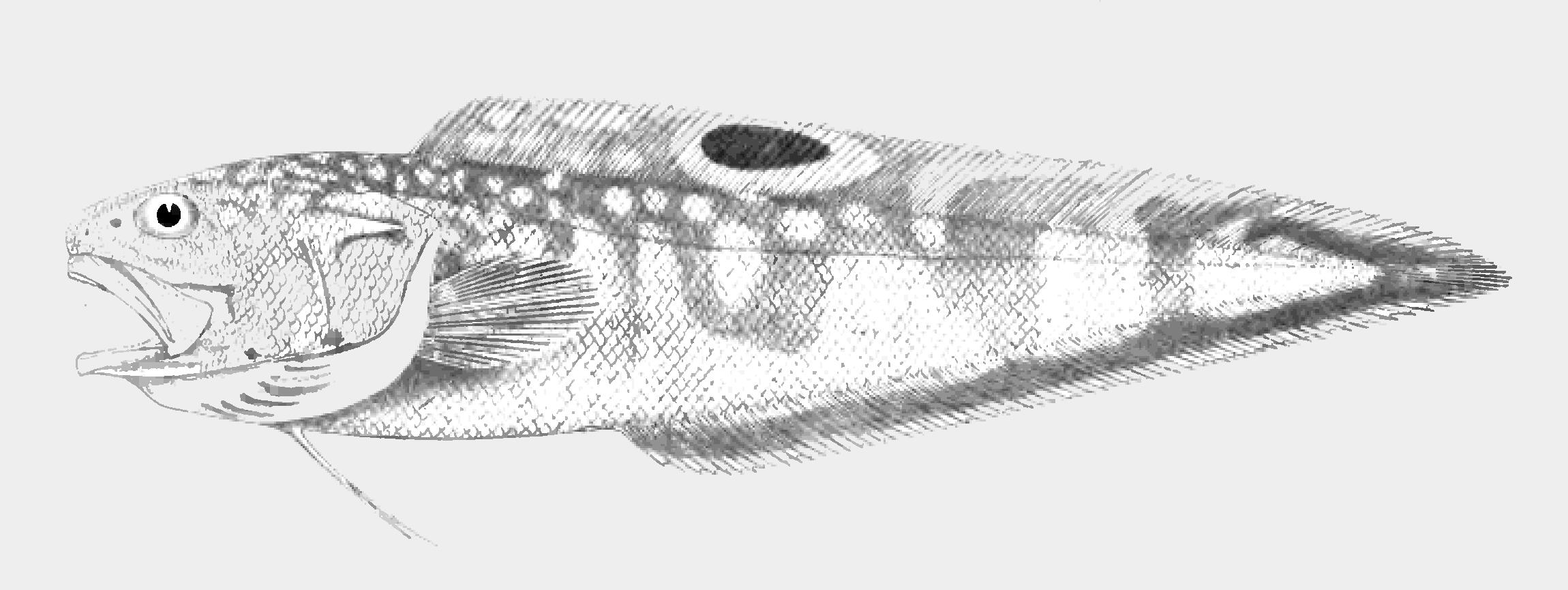
Neobythites steatiticus

    - Neobythites stelliferoides Gilbert, 1890.
    - Neobythites stigmosus Machida, 1984.
    - Neobythites trifilis Kotthaus, 1979.
    - Neobythites unicolor Nielsen & Retzer, 1994.
    - Neobythites unimaculatus Smith & Radcliffe, 1913.
    - Neobythites vityazi Nielsen, 1995.
    - Neobythites zonatus Nielsen, 1997.

  - Gènere Neobythitoides
    - Neobythitoides serratus Nielsen & Machida, 2006.[2]

  - Gènere Penopus
    - Penopus microphthalmus (Vaillant, 1888).

  - Gènere Petrotyx
    - Petrotyx hopkinsi Heller & Snodgrass, 1903.
    - Petrotyx sanguineus (Meek & Hildebrand, 1928).

  - Gènere Porogadus
    - Porogadus abyssalis Nybelin, 1957.
    - Porogadus atripectus Garman, 1899.
    - Porogadus catena (Goode i Bean, 1885).Porogadus catena
    - Porogadus gracilis (Günther, 1878).
    - Porogadus guentheri Jordan & Fowler, 1902.
    - Porogadus longiceps (Smith & Radcliffe, 1913).
    - Porogadus melampeplus (Alcock, 1896).

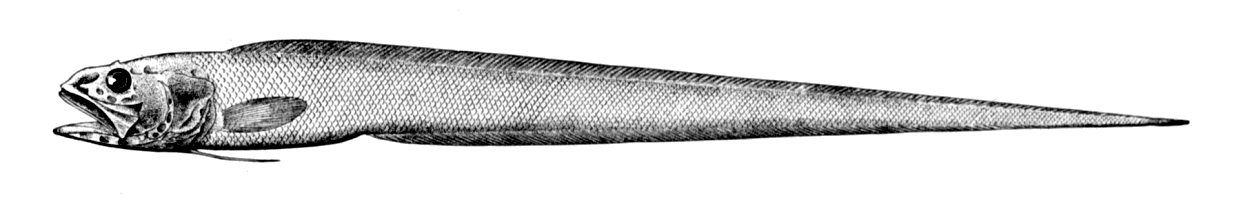
Porogadus catena

    - Porogadus melanocephalus (Alcock, 1891).
    - Porogadus miles Goode i Bean, 1885.Porogadus miles
    - Porogadus nudus Vaillant, 1888.
    - Porogadus silus Carter & Sulak, 1984.
    - Porogadus subarmatus Vaillant, 1888.
    - Porogadus trichiurus (Alcock, 1890).

  - Gènere Pycnocraspedum
    - Pycnocraspedum armatum (Temminck i Schlegel, 1846).
    - Pycnocraspedum fulvum (Hildebrand & Barton, 1949).
    - Pycnocraspedum microlepis (Matsubara, 1943).
    - Pycnocraspedum phyllosoma (Parr, 1933).
    - Pycnocraspedum squamipinne Alcock, 1889.

  - Gènere Selachophidium
    - Selachophidium guentheri (Jordan & Fowler, 1902).

  - Gènere SiremboSirembo marmoratum
    - Sirembo imberbis (Temminck & Schlegel, 1846).
    - Sirembo jerdoni (Day, 1888).
    - Sirembo marmoratum (Goode i Bean, 1885).
    - Sirembo metachroma Cohen & Robins, 1986.

  - Gènere Spectrunculus
    - Spectrunculus grandis (Günther, 1877).

  - Gènere Spottobrotula

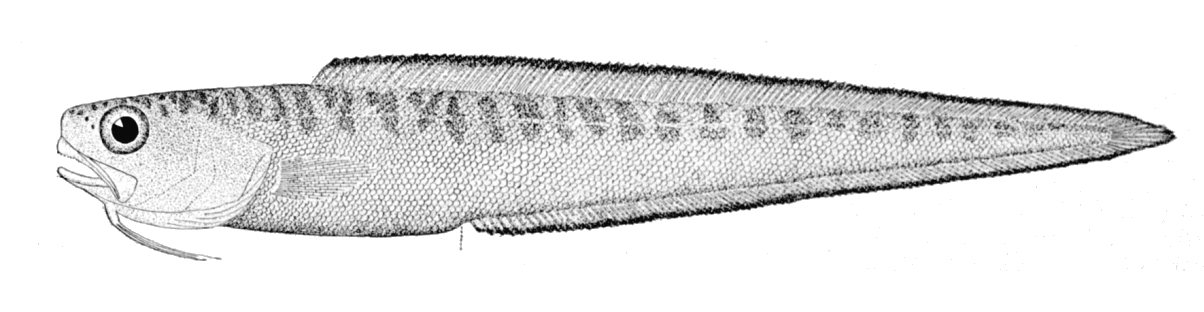
Sirembo marmoratum

    - Spottobrotula amaculata Cohen & Nielsen, 1982.
    - Spottobrotula mahodadi Cohen & Nielsen, 1978.

  - Gènere TauredophidiumTauredophidium hextii
    - Tauredophidium hextii Alcock, 1890.

  - Gènere Typhlonus
    - Typhlonus nasus (Garman, 1899).

  - Gènere Ventichthys
    - Ventichthys biospeedoi Nielsen, Møller & Segonzac, 2006.

  - Gènere Xyelacyba
    - Xyelacyba myersi Cohen, 1961.
- Subfamília Ophidiinae
  - Gènere Cherublemma
    - Cherublemma emmelas (Gilbert, 1890).

  - Gènere Chilara
    - Chilara taylori (Girard, 1858).

  - Gènere Genypterus
    - Genypterus blacodes (Forster, 1801).

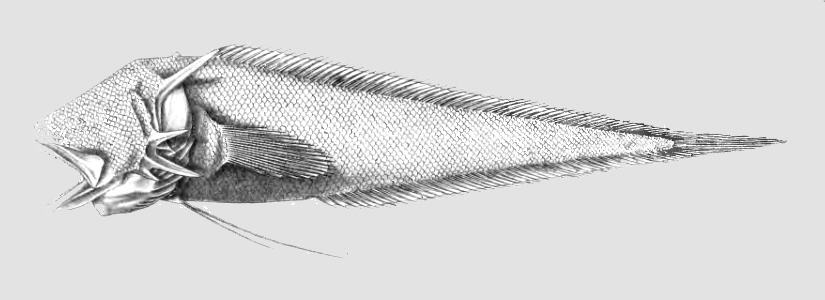
Tauredophidium hextii

    - Genypterus brasiliensis Regan, 1903.
    - Genypterus capensis (Smith, 1847).
    - Genypterus chilensis (Guichenot, 1848).
    - Genypterus maculatus (Kaup, 1858).
    - Genypterus tigerinus Klunzinger, 1872.

  - Gènere Lepophidium
    - Lepophidium aporrhox Robins, 1961.
    - Lepophidium brevibarbe (Cuvier, 1829).
    - Lepophidium jeannae Fowler, 1941.
    - Lepophidium kallion Robins, 1959.
    - Lepophidium microlepis (Matsubara, 1943).
    - Lepophidium negropinna Hildebrand & Barton, 1949.
    - Lepophidium pardale (Gilbert, 1890).
    - Lepophidium pheromystax Robins, 1960.
    - Lepophidium profundorum (Gill, 1863).Lepophidium profundorum
    - Lepophidium prorates (Jordan & Bollman, 1890).
    - Lepophidium staurophor Robins, 1958.

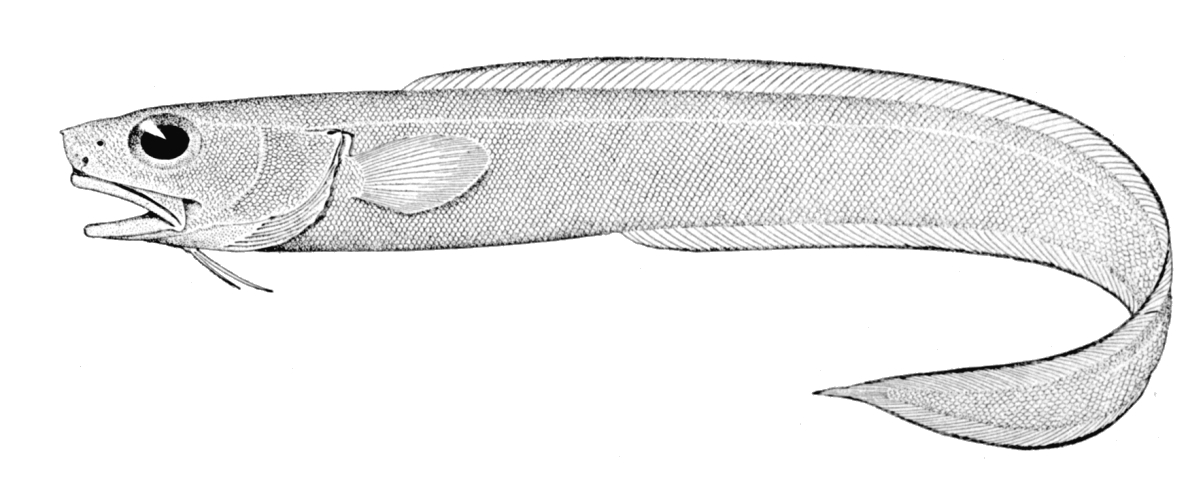
Lepophidium profundorum

    - Lepophidium stigmatistium (Gilbert, 1890).

  - Gènere Ophidion
    - Ophidion antipholus Lea & Robins, 2003.
    - Ophidion asiro (Jordan & Fowler, 1902).
    - Ophidion barbatum Linnaeus, 1758.
    - Ophidion beani Jordan & Gilbert, 1883.
    - Ophidion dromio Lea & Robins, 2003.
    - Ophidion exul Robins, 1991.
    - Ophidion fulvum (Hildebrand & Barton, 1949).
    - Ophidion galeoides (Gilbert, 1890).
    - Ophidion genyopus (Ogilby, 1897).
    - Ophidion grayi (Fowler, 1948).
    - Ophidion holbrookii (Putnam, 1874).
    - Ophidion imitator Lea, 1997.
    - Ophidion iris (Zugmayer, 1911).
    - Ophidion josephi Girard, 1858.
    - Ophidion lagochila (Böhlke & Robins, 1959).
    - Ophidion lozanoi Matallanas, 1990.
    - Ophidion marginatum (DeKay, 1842).
    - Ophidion metoecus Robins, 1991.
    - Ophidion muraenolepis (Günther, 1880).
    - Ophidion nocomis Robins & Böhlke, 1959.
    - Ophidion robinsi Fahay, 1992.
    - Ophidion rochei Müller, 1845.
    - Ophidion saldanhai Matallanas & Brito, 1999.
    - Ophidion scrippsae (Hubbs, 1916).
    - Ophidion selenops Robins & Böhlke, 1959.
    - Ophidion smithi (Fowler, 1934).
    - Ophidion welshi (Nichols & Breder, 1922).

  - Gènere Otophidium
    - Otophidium chickcharney Böhlke & Robins, 1959.
    - Otophidium dormitator Böhlke & Robins, 1959.
    - Otophidium indefatigabile Jordan & Bollman, 1890.

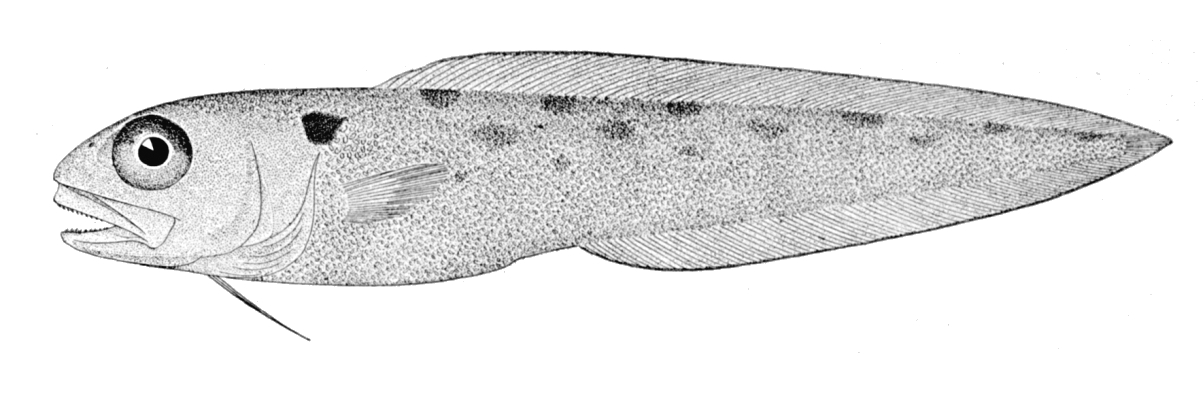
Otophidium omostigma

    - Otophidium omostigma (Jordan & Gilbert, 1882).Otophidium omostigma

  - Gènere Parophidion
    - Parophidion schmidti (Woods & Kanazawa, 1951).
    - Parophidion vassali (Risso, 1810).

  - Gènere Raneya
    - Raneya brasiliensis (Regan).